# Сине
Синѐ (на френски: Ciney) е град в южна Белгия, окръг Динан на провинция Намюр. Населението му е около 16 300 души (2016).

## География
Градът е разположен на 285 метра надморска височина в платото Кондроз в подножието на Ардените, на 14 километра североизточно от Динан и на 25 километра югоизточно от Намюр.

## История
Сине съществува от Средновековието, когато е един от 23-те главни градове на Лиежкото епископство, като през XIII век играе централна роля във Войната за кравата.